# Xã Union, Quận DeKalb, Indiana
Xã Union (tiếng Anh: Union Township) là một xã thuộc quận DeKalb, tiểu bang Indiana, Hoa Kỳ. Năm 2010, dân số của xã này là 13.220 người.